# مساعد الطيار
مساعد بن سليمان بن ناصر الطيار (1965 -) هو ، أستاذ جامعي سعودي، مختص في تفسير القرآن.

## حياته ونشأته
ولد الشيخ عام 1384هـ الموافق 1965 ميلادي في محافظة الزلفي التابعة لمنطقة الرياض.
يرجع أصوله إلي عائلة الطيار، في محافظة الزلفي في المملكة العربية السعودية، والتي تعود أصولها إلى المدينة النبوية، ويتصل نسبها بجعفر بن أبي طالب الهاشمي القرشي.
• تخرج الشيخ من قسم القرآن وعلومه في كلية أصول الدين بالرياض، في العام الدراسي 1408/1409هـ.
• والتحق بالدراسات العليا لنيل درجة الماجستير في تخصص علوم القرآن للعام الدراسي 1409/1410هـ، وأنهى رسالة الماجستير بتقدير (ممتاز)، وكانت بعنوان (وقوف القرآن وأثرها في التفسير).
• التحق في الكلية نفسها لنيل درجة الدكتوراه، وانتهى من مناقشتها في 12/7/1421هـ بتقدير ممتاز مع مرتبة الشرف الأولى، وكانت بعنوان (التفسير اللغوي للقرآن الكريم).

## مسيرته[6]
•التحق بالتدريس في كلية المعلمين بالرياض في قسم الدراسات القرآنية منذ عام 1409هـ، ويعمل حاليًا أستاذًا بقسم الدرسات القرآنية بجامعة الملك سعود بالرياض.
- عين معيدًا في قسم الدراسات القرآنية في كلية المعلمين بالرياض عام 1409 ـ 1414هـ، ومن ثم محاضرًا في قسم الدراسات القرآنية في كلية المعلمين بالرياض 1415 ـ 1421هـ، وتمت ترقيته إلى أستاذ مساعد في قسم الدراسات القرآنية في كلية المعلمين بالرياض من عام 1422 ـ 1428هـ، ثم أصبح أستاذًا مشاركًا بقسم الدرسات القرآنية بجامعة الملك سعود، وحالياً أستاذ في جامعة الملك سعود من تاريخ 1436هـ.[5]

- عين مستشار البوابة الإلكترونية لمركز تفسير للدراسات القرآنية.

- عضو مجلس الجمعية السعودية للقرآن وعلومه 1427 ـ 1429.

- رئيس لجنة تأليف المرحلة الأولى لمادة التفسير (أولى متوسط) بوزارة التربية والتعليم (وزارة التعليم حاليا).

- عضو لجنة مناهج الدراسات القرآنية والإسلامية بكلية المعلمين بالرياض عام 1425 ـ 1427، وعام 1428.

- عضو مجلس إدارة معهد الإمام الشاطبي التابع لتحفيظ جدة.

- عضو اللجنة العلمية لمعاهد البيان بمؤسسة سليمان الراجحي الخيرية.

- عضو لجنة تأليف مقررات الدبلوم العالي بمعاهد البيان بمؤسسة سليمان الراجحي الخيرية.

- عضو لجنة الإشراف على معاهد البيان التابعة لمؤسسة الشيخ سليمان الراجحي الخيرية.

- عضو مؤسس لمركز تفسير للدراسات القرآنية بالرياض.[5]

- عضو لجنة مصحف البحرين.[7]
- عضو لجنة اعتماد منهجية التفسير المحرر الصادر عن موقع الدرر السنية

## مؤلفاته[8][9][6]
أصدر عددًا من الكتب، وهي:
1. فصول في أصول التفسير، نشر دار ابن الجوزي بالدمام.
2. تفسير جزء عمَّ، نشر دار ابن الجوزي بالدمام، عام 1420.
3. أنواع التصنيف المتعلقة بتفسير القرآن الكريم، نشر دار ابن الجوزي بالدمام.
4. التفسير اللغوي للقرآن الكريم (رسالة الدكتوراه)، نشر دار ابن الجوزي بالدمام، عام 1422.
5. مفهوم التفسير والتأويل والاستنباط والتدبر والمفسر، نشر دار ابن الجوزي بالدمام، عام 1423.
6. متن التفسير (تفسير جزء عمَّ)، وهو مستلٌّ من تفسير جزء عمَّ السابق، نشر دار المحدث بالرياض، عام 1423.
7. مقالات في علوم القرآن وأصول التفسير، نشر دار المحدث بالرياض، عام 1425.
8. شرح مقدمة في أصول التفسير لشيخ الإسلام ابن تيمية، نشر دار ابن الجوزي بالدمام، عام 1427.
9. المحرر في علوم القرآن، عام 1427، نشر مركز والمعلومات القرآنية، معهد الإمام الشاطبي بجدة.
10. شرح مقدمة التسهيل لعلوم التنزيل لابن جزي الكلبي (ت:741)، نشر دار ابن الجوزي بالدمام، عام 1431هـ.
11. الإعجاز العلمي إلى أين؟ مقالات علمية في تقويم الإعجاز العلمي، عام1431هـ.[5]
12. تصحيح طريقة معالجة تفسير السلف في بحوث الإعجاز العلمي _ الناشر مجلة معهد الإمام الشاطبي للدراسات القرآنية العدد 2 _ سنة النشر 1427هـ.

### مجال الإعلام
- برنامج مبادئ العلوم.
- درس فصلي في الأكاديمية الإسلامية التابعة لقناة المجد (شرح كتاب: مقدمة في أصول التفسير لشيخ الإسلام ابن تيمية).
- مشاركة في برنامج يتدارسونه بينهم.
- المشاركة في برنامج أفانين القرآن.
- المشاركة في برنامج بينات.
- المشاركة في إذاعة القرآن الكريم.
- المشاركة في برنامج التفسير المباشر بقناة دليل.
- مقالات منشورة في ملتقى أهل التفسير.
- لقاء علمي في ملتقى أهل الحديث.[5]
- دورة علم الوقف والابتداء- الدبلوم التدريبي لمراقبة ومراجعة المصاحف-المنامة- البحرين

## وصلات خارجية
- الموقع الرسمي للدكتور مساعد الطيار
- كتب مساعد بن سليمان الطيار pdf